# Landolfshausen
Landolfshausen là một đô thị thuộc huyện Göttingen, trong bang Niedersachsen, Đức. Đô thị này có diện tích 16,22 km².